# Saint-Jean-Saverne
Saint-Jean-Saverne település Franciaországban, Bas-Rhin megyében. Lakosainak száma 537 fő (2022. január 1.). Saint-Jean-Saverne Eckartswiller, Danne-et-Quatre-Vents, Ernolsheim-lès-Saverne, Monswiller, Neuwiller-lès-Saverne és Steinbourg községekkel határos.

## Népesség
A település népessége az elmúlt években az alábbi módon változott:
| Lakosok száma | 588  | 577  | 589  | 560  | 547  | 533  | 535  | 534  | 537  |
|               | 2013 | 2015 | 2016 | 2017 | 2018 | 2019 | 2020 | 2021 | 2022 |